# Славољуб Марјановић Цаја
Славољуб Марјановић Цаја (Јошаница, 1938 — Београд, 10. септембар 2010) био је истакнути професор електронике на Електротехничком факултету Универзитета у Београду. Подучавао је генерације студената, истовремено доприносећи развоју електронске индустрије и наменске технологије кроз бројна истраживања и иновативне пројекте.

## Биографија
Славољуб Марјановић, генерацијама студената и колега познатији као Цаја, рођен је у селу Јошаница код Сокобање 1938. године. Основну школу и ниже разреде гимназије завршио је у Сокобањи, а гимназију с матуром у Алексинцу. После завршене гимназије, 1956. године се уписао на Електротехнички факултет Универзитета у Београду и стекао диплому електротехничког инжењера 1962. године на тадашњем Одсеку за телекомуникације. 
Одмах након дипломирања изабран је за асистента на Катедри за електронику. Од јесени 1964. године до краја 1968. године боравио је у Великој Британији на Универзитету у Бермингаму и то прве две године као стипендиста Британског фонда за југословенске стипендије, а последње две као сарадник Електротехничког одсека универзитета.
Докторску дисертацију одбранио је 1968. године на истом универзитету и ускоро затим, пошто је испунио радне обавезе према лабораторији у којој је био запослен, вратио се исте године у Београд и запослио као сарадник у Институту Михаило Пупин. 
Средином 1970. године изабран је за доцента за eлектронику и дигиталне системе на Електротехничком факултету, за ванредног професора електронике је изабран 1976. године, а за редовног професора 1989. године. После избора за наставника наставио је сарадњу са Институтом Михаило Пупин, ООУР Рачунарска техника, а од средине 1980. године био је ангажован неколико година као научни саветник у Лабораторији за електронику Института за физику у Београду. За постигнуте резултате на пројектовању и реализацији хибридног рачунарског система, нарученог од стране Руске академије наука, заједно са другим сарадницима на пројекту, награђен је Октобарском наградом града Београда 1974. године.
Почев од 1977. године, па готово три наредне деценије, бавио се развојем система за пренос података преко нисконапонске дистрибутивне мреже. Руководио је или учествовао у већем броју војних пројеката, а почетком деведесетих година прошлог века је започео истраживања из енергетске електронике са применом на системе за беспрекидно напајање дигиталних телефонских централа. Као резултат истраживања, Марјановић је објавио више радова у домаћим и страним часописима и конференцијама. На матичном факултету, где је предавао електронику I, електронику II и енергетску електронику више пута је биран за шефа катедре за електронику. Поред тога је изводио наставу у Војнотехничкој академији у Жаркову и универзитетима у Скопљу и Подгорици. Аутор је више уџбеника из електронике, који су доживели и по више издања: Електроника — дискретна и интегрисана аналогна кола, Електроника линеарних кола и система и Електроника 1 — компоненте и кола.
Велики број дипломираних Марјановићевих студената су данас успешни и признати професори и стручњаци у земљи и у иностранству. Био је цењен због свог иновативног духа, радозналости и посвећености науци. Његова способност да мотивише и инспирише оставила је неизбрисив траг на генерације студената, као и на развој електронике у Србији. У пензију је отишао 2003. године, оставивши иза себе богато наслеђе.

## Сарадња са привредом
Године 1977. започео је развој модема за пренос података преко нисконапонске дистрибутивне мреже. Његов пионирски рад на овом пољу добио је практичну примену 1995. године, када је започео експерименте на терену у сарадњи са Електровојводином.
Испитивања на терену се настављају у Електродистрибуцији Београд инсталацијом преправљених индукционих бројила, у која је била додата електроника која је омогућавала њихово даљинско очитавање.
Оперативно спровођење овог пројекта 2001. године преузима његов најближи сарадник Јован Вујасиновић који је уједно и био његов последњи асистент. Овај пројекат је означио почетак интензивне сарадње са привредом. Прво је уследила сарадња са компанијом Микроелектроника из Бања Луке, која је производила бројила електричне енергије. Заједно са својим сарадницима, за ову компанију је развио програм паметних бројила, која су била опремљена модемом и склопком, омогућавајући даљинско управљање и очитавање потрошње електричне енергије.
Од 2003. године, сарадња је проширена на компанију G-Net, са којом је реализована производња и имплементација комплетног система за даљинско управљање паметним бројилима. Овај систем је обухватао паметно бројило са комуникационим модемом и склопком, концентратор за прикупљање података, као и централни софтвер за даљинско управљање.
Године 2008. овај пројекат даљинског управљања бројилима електричне енергије је еволуирао оснивањем компаније Meter&Control, која је успела да комерцијализује развијена решења широм света. Први значајни уговори за имплементацију овог система су  реализовани у региону (Србија, БиХ и Црна Гора), потом у Европи, у Швајцарској и Словачкој, а касније су уследили пласмани производа и у Русији и на Блиском истоку.
Иновативна решења која је проф. др Марјановић развио са својим сарадницима значајно су унапредила управљање енергетским системима и поставила темеље за даљи развој паметних мрежа.

### Уџбеници
- Електроника: дискретна и интегрисана аналогна кола, Научна књига, 5 издања, 1976 -1991
- Електроника I, ЕТФ, 1998

### Чланци
- P. Petrović, S. Marjanović, M. Stevanović, "An approach to the design of digital algorithm for measuring AC values using slow A/D Converters", International conference on Scientific Creativity of the Young Scientists, COMPUTER SIMULATION, MODELING AND COMPUTER TECHNOLOGIES. (CSMCT – 2000)”, Proceedings Vol.II, ISBN: 5-89653-058-7, Edited by LASER ACADEMY Kaluga, pp.14-26, Kaluga (Russia), June 30 – July 2, 2000 (R54).
- P. Petrovic, S. Marjanovic, M. Stevanovic, “New Algorithm for Measuring 50/60 Hz AC Values Based on the Usage of Slow A/D Converters”, IEEE Transactions on Instrumentation and Measurement, vol.49, No.1, pp.166-171, February 2000 (R51).
- P. Petrovic, S. Marjanovic, M. Stevanovic, “A DIGITAL METHOD FOR POWER FREQUENCY MEASUREMENT USING SYNCHRONOUS SAMPLING”, IEE Proceedings, Electric Power Applications, Vol.146, No.4, July 1999, pp.383-390 (R51).
- P. Petrovic, S. Marjanovic, M. Stevanovic, "Measuring of slovly changing AC signals without sample and hold circuit", Transaction on Instrumentation and Measurements, pp.1245-1248, vol. 49, No. 6, December 2000 (R51).
- P. Petrovic, S. Marjanovic, M. Stevanovic, "A Reply on Comments on "Digital method for power frequency measurement using synchronous sampling", IEE Proceedings, Electric Power Applications, vol. 148, No. 2, pp. 226-225, March 2001 (R51).
- P. Petrovic, S. Marjanovic, "Adaptive algorithm for distribution network electric values measurement", special issue of the international journal Electronics, published by Faculty of Electrical Engineering, University of Banja Luka, YU ISSN 1450-5843, pp.68-72, Vol.4, No.1, November 2000 (R52).

### Радови на конференцијама
- V. Lapčević, S. Manojlović, J. Vujasinović, S. Marjanović, "Rezultati primene sistema za daljinsko očitavanje brojila električne energije u urbanoj sredini," I Simpozijum INFOTEH-JAHORINA, pp. xx-xx, March 2002, Jahorina, Bosnia and Herzegovina.

- V. Lapčević, S. Manojlović, J. Vujasinović, S. Marjanović, "Rezultati primene sistema za daljinsko očitavanje brojila električne energije u ruralnoj sredini," XLVI Konferencija za ETRAN, pp. xx-xx, June 2002, Teslić, Bosnia and Herzegovina.

- V. Lapčević, S. Manojlović, J. Vujasinović, S. Marjanović, "Experimental results on the load management system and remote meter reading system," XI International Electrotechnical and Computer Science Conference ERK 2002, pp. xx-xx, September 2002, Portorož, Slovenia.

- П. Петровић, С. Марјановић, "СИМУЛАЦИЈА РАДА НОВОГ ДИГИТАЛНОГ МЕРНОГ СИСТЕМА У ПРОГРАМСКОМ ПАКЕТУ MATLAB," рад предат за XLV ETRAN, Јун 2001 (R73).

- П. Петровић, С. Марјановић, “РЕАЛИЗАЦИЈА НОВОГ ДИГИТАЛНОГ МЕРНОГ СИСТЕМА ЗАСНОВАНОГ НА ПРИМЕНИ A/D КОНВЕРТОРА СА ДВОЈНИМ НАГИБОМ,” рад прихваћен (рад ID041) за међународни симпозијум Енергетска електроника Ee’2001, октобар 2001, Нови Сад (R73).

- P. Petrovic, S. Marjanovic, "New approach to measuring of AC values without sample and hold circuit," accepted for Fourth IASTED International Conference on Power and Energy Systems, PES 2000, paper No.319-049, September 19-22, 2000, Marbella, Spain (published in the MIC conference proceedings, February 2001) (R54).

- P. Petrovic, S. Marjanovic, "NEW APPROACH TO ELECTRIC VALUES MEASURING IN ELECTRIC UTILITIES: PART I," Proceedings of THE INTERNATIONAL SYMPOSIUM ON APPLIED AUTOMATIC SYSTEMS AAS'2000, sesion AAS-6, paper AAS6-1, Ohrid, Republic of Macedonia, September 21-23, 2000 (R54).

- S. Marjanovic, P. Petrovic, "NEW APPROACH TO ELECTRIC VALUES MEASURING IN ELECTRIC UTILITIES: PART II," Proceedings of THE INTERNATIONAL SYMPOSIUM ON APPLIED AUTOMATIC SYSTEMS AAS'2000, sesion AAS-6, paper AAS6-2, Ohrid, Republic of Macedonia, September 21-23, 2000 (R54).

- З. Петровић, П. Петровић, С. Марјановић, "Нови приступ мерењу електричних величина у дистрибутивној мрежи," стручна комисија 5, реферат R-5.3, зборник радова на CD-у, JUKO CIRED 2000, 26-29 септембар 2000, Херцег Нови (R73).

- П. Петровић, С. Марјановић, “Адаптивни алгоритам за мерење електричних величина у дистрибутивној мрежи,” X Симпозијум ЕНЕРГЕТСКА ЕЛЕКТРОНИКА Ee’99, CIP 621.38:620.9(082), pp. 487-493, 14-16 октобар 1999, Нови Сад (R73).

- B. Nikolić and S. Marjanović, "Ä General Method of Feedback Amplifier Analysis," IEEE Int'l Symp. on Circuits and Systems, pp.415-418, Monterey, CA, 1998.

- P. Petrovic, S. Marjanovic, "SIMULATION OF REAL ELECTRIC UTILITIES AND MEASURING ITS BASIC PARAMETERS USING SLOW A/D CONVERTERS," International Conference on Systems, Signals, Control, Computers SSCC’98, Vol.III, pp.291-295, ISBN -620-23136-X, 22-24 September 1998, Durban, South Africa (R54).

- P. Petrovic, S. Marjanovic, M. Stevanovic, "Measuring Active Power, Voltage and Current Using Slow A/D Converters," 15th Annual IEEE Instrumentation and Measurement Technology Conference, Volume II, pp.732-737, St. Paul, Minnesota, USA, 18-21 May 1998 (R54).

### Пројекти
- Развој система енергетске електронике за беспрекидно напајање телефонске централе енергије, Министарство за науку и технологију
- Систем за даљинско очитавање бројила електричне енергије, Министарство за науку и технологију